# Tischtennisweltmeisterschaft 1975
Die 33. Tischtennisweltmeisterschaft fand vom 6. bis 16. Februar 1975 in Kalkutta (Indien) in der Sporthalle New Indoor Stadium statt. Insgesamt 63 Nationen waren vertreten.

## Zusammenfassung
Im Finale des Mannschaftswettbewerbes der Herren versuchte Jugoslawien mit Dragutin Šurbek, Antun Stipančić und dem Penholder-Spieler Milivoj Karakašević die chinesische Vorherrschaft zu erschüttern, scheiterte aber letztlich klar. Die schwedischen Titelverteidiger um Kjell Johansson und Stellan Bengtsson belegten den 3. Platz.
Im Herreneinzel führte Antun Stipančić – „Der Mann mit der goldenen Hand“ – bereits 2:0 nach Sätzen, verlor aber noch 2:3 gegen den Ungarn István Jónyer, der sich zusammen mit Gábor Gergely gegen Antun Stipančić/Dragutin Šurbek auch den Titel im Herrendoppel sicherte.

## Austragungsmodus Mannschaften
Die 16 Mannschaften der Kategorie 1 wurden zwei Achtergruppen A und B aufgeteilt und traten hier im System Jeder-gegen-Jeden an. Die beiden Erstplatzierten qualifizierten sich für das Halbfinale, in dem der Sieger von Gruppe A gegen den Zweiten von Gruppe B sowie der Sieger von Gruppe B gegen den Zweiten von Gruppe A um den Einzug ins Finale kämpften.
Analog spielten die Gruppendritten und -vierten um die Plätze fünf bis acht, die Fünften und Sechsten um die Plätze neun bis zwölf und die Siebten und Achten um die Plätze 13 bis 16.
Auch in Kategorie II wurden zwei Achtergruppen gebildet, die um den Aufstieg in Kategorie I kämpften (bei der nächsten WM). Die Kategorie III bestand bei den Herren aus fünf Gruppen mit je vier oder fünf Teams und bei den Damen aus einer einzigen Neunergruppe.
Ein Wettkampf der Herren wurde nach dem Swaythling-Cup-System bei Dreiermannschaften durchgeführt. Die Damen spielten nach dem Corbillon-Cup-System bei Zweiermannschaften.

## Abschneiden der Deutschen
Die Spiele der Kategorie I ergaben folgende Endstände:
|       | Herren      | Herren      |
| Platz | Gruppe A    | Gruppe B    |
| ----- | ----------- | ----------- |
| 1.    | CSSR        | China       |
| 2.    | Schweden    | Jugoslawien |
| 3.    | UdSSR       | Ungarn      |
| 4.    | Deutschland | Japan       |
| 5.    | Südkorea    | England     |
| 6.    | Frankreich  | Rumänien    |
| 7.    | Dänemark    | Indonesien  |
| 8.    | Österreich  | Indien      |

|       | Damen      | Damen       |
| Platz | Gruppe A   | Gruppe B    |
| ----- | ---------- | ----------- |
| 1.    | Korea      | China       |
| 2.    | Ungarn     | Japan       |
| 3.    | UdSSR      | England     |
| 4.    | CSSR       | Jugoslawien |
| 5.    | Frankreich | Deutschland |
| 6.    | Schweden   | Rumänien    |
| 7.    | Indonesien | Bulgarien   |
| 8.    | Indien     | Polen       |

### Mannschaftswettbewerb Herren
| Spieler          | Bilanz |
| ---------------- | ------ |
| Jochen Leiß      | 8:9    |
| Peter Engel      | 7:5    |
| Peter Stellwag   | 7:7    |
| Heiner Lammers   | 3:3    |
| Engelbert Hüging | 1:4    |

Die deutsche Mannschaft siegte in Gruppe A gegen Südkorea, Österreich und Frankreich jeweils mit 5:1 sowie gegen Dänemark mit 5:0. Demgegenüber standen Niederlagen gegen die CSSR (0:5), UdSSR (2:59 und Schweden (3:5). Dies reichte zu Platz vier und somit um den Kampf um die Plätze fünf bis acht. Hier unterlag das Team gegen Ungarn mit 1:5 und die UdSSR mit 0:5 und kam somit auf Platz acht.

### Mannschaftswettbewerb Damen
| Spieler             | Bilanz |
| ------------------- | ------ |
| Wiebke Hendriksen   | 7:5    |
| Ursula Hirschmüller | 6:5    |
| Monika Kneip        | 0:2    |
| Jana Eberle         | 0:2    |

Die Damen begannen in Gruppe B mit drei Siegen in Folge: England (3:2), Bulgarien (3:1) und Polen (3:2). Danach folgten vier Niederlagen: Japan und China (je 0:3), Jugoslawien und Rumänien (je 1:3). Dies reichte für Gruppenplatz fünf. Damit spielten sie um die Plätze 9 bis 12. Der 3:1-Erfolg über Schweden berechtigte zum Spiel um die Plätze 9 und 19, das gegen Rumänien mit 1:3 verloren wurde.

### Herreneinzel
Jochen Leiß erreichte durch Siege über Stanislaw Fraczik (Polen), Marin Firanescu (Rumänien) und Miran Savnić (Jugoslawien) das Achtelfinale, wo er gegen Sarkis Sarchajan (UdSSR) mit 0:3 verlor. Eine Runde vorher schied Peter Stellwag gegen Gábor Gergely (Ungarn) aus, nachdem er Hassan Sed Mirsadeghi (Iran) und Denis Neale (England) ausgeschaltet hatte. Heiner Lammers gewann gegen Boon (Singapur) und verlor gegen Milan Orlowski (CSSR). Peter Engel musste zunächst in der Qualifikationsrunde Kalyan Pandey (Nepal) und Kong Kang (Macao) besiegen, ehe er in der ersten Hauptrunde an Anatoli Strokatow (UdSSR) scheiterte. Ebenso überstand Engelbert Hüging gegen Jose Luis Huerta (Mexiko) und Tan Yong Hong (Singapur) die Qualifikationsrunde, dann war jedoch der Schwede Kjell Johansson zu stark.

### Dameneinzel
Keine deutsche Dame überstand die erste Runde. Jana Eberle scheiterte bereits in der Qualifikationsrunde, wo sie zwar Helen Morrow (Australien) besiegte, aber gegen Jeanny Dom (Luxemburg) verlor. In der ersten Runde scheiterten Wiebke Hendriksen an Sung Nak-so (Südkorea), Monika Kneip an Chieko Ono (Japan) und Ursula Hirschmüller an Tomie Edano (Japan).

### Herrendoppel
Leiß/Stellwag überstanden zwei Runden. Sie setzten sich gegen Marin Firanescu/Alexandru Buzesco (Rumänien) und Li Chen-chih/Li Te-yang (China) durch, ehe sie gegen Jacques Secrétin/Jean-Denis Constant (Frankreich) verloren. Hüging/Martin (Frankreich) mussten sich zunächst in der Qualifikationsrunde  behaupten. Dies gelang durch Siege über Dal Joon Lee/Peter Pradit (USA) und Alex Maswili/Vipin Khanna (Kenia). In der Hauptrunde warfen sie Serban Dobosi/Teodor Gheorghe (Rumänien) aus dem Rennen, nicht aber die Japaner Shigeo Itō/Katsuyuki Abe. Engel/Heinrich Lammers wurden in der ersten Runde von Zbigniew Fracik/Marek Skibinsky (Polen) aus dem Rennen geworfen.

### Damendoppel
Das Doppel Hendriksen/Eberle kam nach einem Sieg über Le Thi Kim Tieng/Banh Ngoc Kinh  (Vietnam) in die Runde der letzten 16, wo es gegen die Japanerinnen Tomie Edano/Chieko Ono verlor. Hirschmüller/Kneip verloren sofort gegen Chung Hyun-sook/Sim Kyung-ok (Südkorea).

### Mixed
Engel/Eberle gewannen in der Qualifikationsrunde gegen Sen Poh Lin/Peck Noi Hwoy (Singapur), in der ersten Runde gegen Chin/Tan Kek Hiang (Singapur) und unterlagen dann den Sowjets Anatoli Strokatow/Asta Gedraitite. Genauso weit kamen Leiß/Kneip durch einen Sieg über Stephen Knapp/Christine Little (Australien/Neuseeland) und einer Niederlage gegen Lu Yuansheng/Hu Yulan (China). Hüging/Hendriksen setzten sich zwar in der Qualifikationsrunde gegen Yap Chin Boon/Leow Hock Mui (Singapur) und Zoran Kosanović/Dubravka Fabri (Jugoslawien) durch, schieden aber gegen Li Peng/Ge Xinai (China) in der Hauptrunde aus. Ebenso in Runde eins scheiterten Stellwag/Hirschmüller an Strokatow/Gedraitite (UdSSR).

## Wissenswertes
- Aus politischen Gründen wurde Israel und Südafrika das Einreisevisum verweigert[1].
- Der Jugoslawe Dragutin Šurbek erhält vom SCI den Richard Bergmann Fair Play Preis.
- Der Ungar István Jónyer erhält vom SCI den Victor Barna Preis.
- Mehrfach drang Regen durch das Hallendach und zwang zu Spielunterbrechungen. Davon betroffen war auch das Endspiel im Damendoppel.[2] Die Halbfinalbegegnung im Herreneinzel zwischen Antun Stipančić und Norio Takashima musste sogar für etwa 90 Minuten unterbrochen werden.[3]
- Der Titelgewinn im Dameneinzel für die Nordkoreanerin Pak Yung-sun kam nicht auf reellem Wege zustande. Die Chinesin Zhang Li erhielt aus politischen Gründen die Anweisung, das Endspiel absichtlich zu verlieren.[4]
- Bei der Siegerehrung wurde fälschlich die Chinesin Zhang Li anstelle der Nordkoreanerin Pak Yung-sun als Weltmeisterin vorgestellt. Erst vier Monate später bemerkte man den Fehler.[2]
- Ursprünglich sollte die WM in Neu-Delhi ausgetragen werden, wurde jedoch nach Kalkutta verlegt.[5]
- Am 6. Februar 1975 wurde ein Postwertzeichen von Indien herausgegeben (Michel-Katalog Nr. 619). In verschiedenen indischen Städten wurden Sonderstempel verwendet. Von Nordkorea wurden zwei Postwertzeichen (Michel-Katalog Nr. 1342 und 1343) am 16. Februar 1975 zur Ausgabe gebracht.

## Ergebnisse
| Wettbewerb        | Rang | Sieger                                                                                             |
| ----------------- | ---- | -------------------------------------------------------------------------------------------------- |
| Mannschaft Herren | 1.   | China (Lu Yuansheng, Li Peng, Xu Shaofa, Liang Geliang, Li Zhenshi)                                |
| Mannschaft Herren | 2.   | Jugoslawien (Zoran Kosanović, Dragutin Šurbek, Miran Savnić, Antun Stipančić, Milivoj Karakašević) |
| Mannschaft Herren | 3.   | Schweden (Kjell Johansson, Stellan Bengtsson 2, Bo Persson, Ingemar Wikström, Ulf Thorsell)        |
| Mannschaft Herren | 8.   | Deutschland (Peter Engel, Engelbert Hüging, Heiner Lammers, Jochen Leiß, Peter Stellwag)           |
| Mannschaft Herren | 16.  | Österreich (Günter Müller, Heinz Schlüter, Franz Thallinger, Rudolf Weinmann)                      |
| Mannschaft Herren | 29.  | Schweiz (Laszlo Földy, Erwin Heri, Thomas Sadecky)                                                 |
| Mannschaft Damen  | 1.   | China (Zhang Li, Ge Xinai, Zheng Huaiying, Hu Yulan)                                               |
| Mannschaft Damen  | 2.   | Südkorea (Sung Nak-so, Chung Hyun-sook, Lee Ailesa, Kim Soon-ok)                                   |
| Mannschaft Damen  | 3.   | Japan (Yukie Ōzeki, Sachiko Yokota, Tomie Edano, Shoko Takahashi)                                  |
| Mannschaft Damen  | 10.  | Deutschland (Jana Eberle, Wiebke Hendriksen, Ursula Hirschmüller, Monika Kneip)                    |
| Mannschaft Damen  | 23.  | Schweiz (Theresia Földy, Vreni Lehmann, Beatrice Luterbacher)                                      |
| Herren Einzel     | 1.   | István Jónyer – HUN                                                                                |
| Herren Einzel     | 2.   | Antun Stipančić – YUG                                                                              |
| Herren Einzel     | 3.   | Mitsuru Kōno – JPN                                                                                 |
| Herren Einzel     | 3.   | Norio Takashima – JPN                                                                              |
| Damen Einzel      | 1.   | Pak Yung-sun – PRK                                                                                 |
| Damen Einzel      | 2.   | Zhang Li – CHN                                                                                     |
| Damen Einzel      | 3.   | Ge Xinai – CHN                                                                                     |
| Damen Einzel      | 3.   | Tatjana Ferdman – URS                                                                              |
| Herren Doppel     | 1.   | Gábor Gergely/István Jónyer – HUN                                                                  |
| Herren Doppel     | 2.   | Antun Stipančić/Dragutin Šurbek – YUG                                                              |
| Herren Doppel     | 3.   | Katsuyuki Abe/Shigeo Itō – JPN                                                                     |
| Herren Doppel     | 3.   | Jean-Denis Constant/Jacques Secretin – FRA                                                         |
| Damen Doppel      | 1.   | Maria Alexandru – ROM/Shoko Takahashi – JPN                                                        |
| Damen Doppel      | 2.   | Zhu Xiangyun/Lin Meiqun – CHN                                                                      |
| Damen Doppel      | 3.   | Elmira Antonyan/Tatjana Ferdman – URS                                                              |
| Damen Doppel      | 3.   | Yukie Ōzeki/Sachiko Yokota – JPN                                                                   |
| Mixed             | 1.   | Stanislaw Gomoskow/Tatjana Ferdman – URS                                                           |
| Mixed             | 2.   | Sarkis Sarchajan/Elmira Antonyan – URS                                                             |
| Mixed             | 3.   | Shigeo Itō/Yukie Ōzeki – JPN                                                                       |
| Mixed             | 3.   | Liang Geliang/Zhang Li – CHN                                                                       |

## Medaillenspiegel
| Rang  | Land                | Gold | Silber | Bronze | Gesamt |
| ----- | ------------------- | ---- | ------ | ------ | ------ |
| 1     | Volksrepublik China | 2    | 2      | 2      | 6      |
| 2     | Ungarn              | 2    | 0      | 0      | 2      |
| 3     | Sowjetunion         | 1    | 1      | 2      | 4      |
| 4     | Japan               | 1    | 0      | 6      | 7      |
| 5     | Nordkorea           | 1    | 0      | 0      | 1      |
| 6     | Jugoslawien         | 0    | 3      | 0      | 3      |
| 7     | Südkorea            | 0    | 1      | 0      | 1      |
| 8     | Frankreich          | 0    | 0      | 1      | 1      |
| 8     | Schweden            | 0    | 0      | 1      | 1      |
| Total | Total               | 7    | 7      | 12     | 26     |